# Karl Fagerström
Karl Fagerström, médico dinamarquês que, em 1974, elaborou o "método de avaliação de Fagerström", hoje, empregado por especialistas, para ajudar a definir a melhor estratégia para quem quer largar o cigarro.
Este questionário é utilizado por profissionais de saúde a fim de determinar se uma pessoa está seriamente viciada na nicotina.